# Tobique Narrowsdam
De Tobique Narrowsdam is een stuwdam met waterkrachtcentrale in de rivier de Tobique in de Canadese provincie New Brunswick. Ze heeft een capaciteit van 20 megawatt.
De dam en de centrale werden gebouwd in de periode 1951-1953 vlak bij de samenvloeiing van de Tobique met de Saint John op enkele kilometers ten noorden van de plaats Perth-Andover en 35 kilometer stroomopwaarts van de Beechwooddam.
Over de dam loopt de Highway 105. Een vistrap maakt het voor vissen mogelijk om de dam te passeren.